# Fourth Air Force

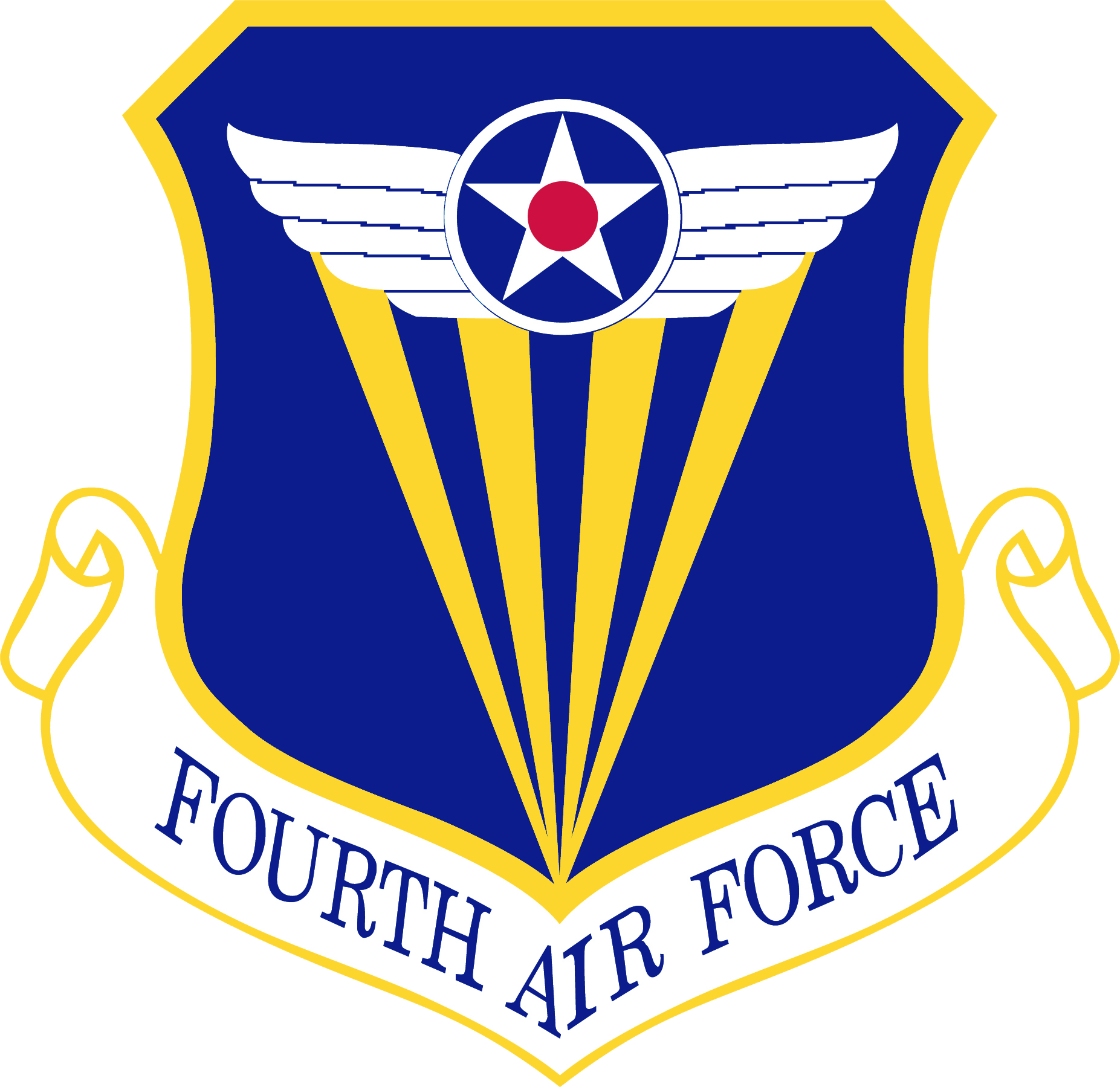
Abzeichen der Fourth Air Force

Die 4. Luftflotte (Fourth Air Force) der United States Air Force ist auf der March Air Reserve Base in Kalifornien stationiert und untersteht dem Air Force Reserve Command. Ihre Aufgabe ist die Aus bzw. Weiterbildung und ggf. die Einberufung von Reservisten.
Gegründet wurde die Luftflotte im Dezember 1940 auf dem Marchfield in Kalifornien unter der Bezeichnung Southwest Air District als Teil des United States Army Air Corps aus dem im Jahr 1941 die United States Army Air Forces hervorgingen. Seit März 1941 trug sie die Bezeichnung Fourth Air Force. Während des Zweiten Weltkriegs war sie zunächst mit der Verteidigung der amerikanischen Westküste betraut. Ab Mai 1942 diente sie als Ausbildungseinheit für Soldaten, die dann mit anderen Einheiten aktiv am Kriegsgeschehen teilnahmen. Die Einheit war auch für das Ausbildungsprogramm mit P-51 und B38 Flugzeugen zuständig.
In den Jahren nach dem Zweiten Weltkrieg wurde die Einheit mehrfach an verschiedenen Standorten de und reaktiviert. Seit 1976 ist sie dauerhaft aktiv. Zwischen 1976 und 1998 war sie auf der McClellan Air Force Base in Kalifornien stationiert. Dann bezog sie ihr heutiges Quartier auf der March Air Reserve Base. Bis zum Jahr 1985 trug die den Namen Fourth Air Force (Reserve) dann erhielt sie ihren heutigen Namen (ohne den Zusatz Reserve). Während der Konflikte seit den 1990er Jahren wie der Operation Uphold Democracy in Haiti, dem Krieg im Kosovo, dem Zweiten Golfkrieg, dem Irakkrieg und dem Krieg in Afghanistan wurden Reservisten über die Fourth Air Force mobilisiert und in den aktiven Dienst berufen. Reserveeinheiten der 4. Luftflotte wurden zwischenzeitlich auch zur Bekämpfung von Naturkatastrophen wie z. B. Überschwemmungen, Waldbränden, dem Hurrikan Katrina und dem Tsunami im Indischen Ozean 2004 eingesetzt.
Der Fourth Luftflotte sind zurzeit (2024) folgende Haupteinheiten unterstellt:
- 315. Transportgeschwader (315th Airlift Wing), JB Charleston, South Carolina
- 349. Transportgeschwader (349th Air Mobility Wing), Travis Air Force Base, Kalifornien
- 433 Transportgeschwader (433rd Airlift Wing), Lackland Air Force Base, Texas
- 434. Luftbetankungsgeschwader (434th Air Refueling Wing), Grissom Air Force Base , Indiana
- 439. Transportgeschwader (439th Airlift Wing), Westover Air Reserve Base, Massachusetts
- 445. Transportgeschwader (445th Airlift Wing), Wright-Patterson Air Force Base, Ohio
- 446. Transportgeschwader (446th Airlift Wing), McChord Air Force Base, Bundesstaat Washington
- 452. Mobiles Geschwader (452nd Air Mobility Wing), March Air Reserve Base, Kalifornien
- 459. Luftbetankungsgeschwader (459th Air Refueling Wing), Joint Base Andrews Naval Air Facility, Maryland
- 507. Luftbetankungsgeschwader (507th Air Refueling Wing), Tinker Air Force Base , Oklahoma
- 512. Transportgeschwader (512th Airlift Wing), Dover Air Force Base Delaware
- 514. Mobiles Geschwader (514th Air Mobility Wing), McGuire Field, New Jersey
- 624. Regionale Unterstützungsgruppe (624th Regional Support Group), Joint Base Pearl Harbor-Hickam, Hawaii
- 911. Transportgeschwader (911th Airlift Wing), Pittsburgh Air Force Reserve Station, Pennsylvania
- 914. Luftbetankungsgeschwader (914th Air Refueling Wing), Niagara Falls Air Reserve Station, New York
- 916. Luftbetankungsgeschwader (916th Air Refueling Wing), Seymour Johnson Air Force Base North Carolina
- 927. Luftbetankungsgeschwader (927th Air Refueling Wing), MacDill Air Force Base, Florida
- 931. Luftbetankungsgeschwader (931st Air Refueling Wing), McConnell Air Force Base, Kansas
- 940. Luftbetankungsgeschwader (940th Air Refueling Wing), Beale Air Force Base, Kalifornien

## Liste der Kommandierenden Generale ab 1976
| Name                     | Beginn der Berufung | Ende der Berufung |
| ------------------------ | ------------------- | ----------------- |
| MG Sidney S. Novaresi    | 8. Oktober 1976     | April 1981        |
| MG Sloan R. Gill         | April 1981          | 1. November 1982  |
| BG Robert G. Mortensen   | 1. November 1982    | 1. Mai 1985       |
| MG James C. Wahleithner  | 1. Mai 1985         | 4. Februar 1990   |
| MG James E. Sherrard III | 4. Februar 1990     | 1. Juli 1993      |
| MG Wallace W. Whaley     | 1. Juli 1993        | 7. August 2000    |
| MG James P. Czekanski    | 7. August 2000      | 7. September 2003 |
| MG Robert E. Duignan     | 7. September 2003   | c. Januar 2009    |
| MG Eric W. Crabtree      | c. Januar 2009      | c. März 2011      |
| MG Mark A. Kyle          | c. März 2011        | Oktober 2013      |
| MG John C. Flournoy Jr.  | 3. November 2013    | 7. Februar 2017   |
| MG Randall A. Ogden      | 7. Februar 2017     | 7. April 2020     |
| MG Jeffrey T. Pennington | 7. April 2020       | August 2022       |
| MG Derin S. Durham       | 10. September 2022  | amtierend         |